# Reginald Grey, V conde de Kent
Reginald Grey, V conde de Kent (antes de 1541 – 17 de marzo de 1573) fue un par inglés

## Biografía
Era hijo de Henry Grey (1520 - 1545) y Margaret St John. Sus abuelos paternos fueron Henry Grey, IV conde de Kent y Anne Blennerhassett. Sus hermanos menores fueron Henry y Charles Grey, ambos sucesores de su hermano en el condado. Fue educado en St John’s College, Cambridge.
En 1560 se casó con Susan Bertie, hija de Catherine Willoughby, XII baronesa Willoughby de Eresby. No hubo hijos de este matrimonio;
Es mencionado en Annales Rerum Gestarum Angliae et Hiberniae Regnate Elizabetha de William Camden, en la entrada sobre el año 1573:
"18. No mucho después murió Reginald Grey, conde de Kent, a quien la reina había elevado un año antes de hombre privado a la dignidad de conde de Kent, después de que ese título se mantuviera dormido durante el tiempo de cincuenta años, desde la muerte de Richard Grey, conde de Kent, quien dejó su patrimonio en el aire y era hermano mayor de dicho señor. En su honor le sucedió Henry, su hermano."
Esto hacía referencia al estado de su título: Su tío abuelo, Richard Grey, III conde de Kent, se endeudó demasiado, probablemente a través del juego, dejando como herencia un el reclamo de un título y escasas propiedades. Por esto, Henry vivió como un caballero o un ciudadano privado, hasta que Isabel I de Inglaterra reinstauró el título y parte de sus propiedades.
- Datos: Q7308719